# 6:e gardesarmén
6:e gardesarmén var en armé i Röda armén under andra världskriget. Den bildades den 16 april 1943 från 21:a armén.

## Slag

### Kursk
Armén tillhörde Voronezjfronten.

#### Organisation
Arméns organisation.
- 22:a gardesskyttekåren
  - 67:e gardesskyttedivisionen
  - 71:a gardesskyttedivisionen
  - 90:e gardesskyttedivisionen
- 23:e gardesskyttekåren
  - 51:a gardesskyttedivisionen
  - 52:a gardesskyttedivisionen
  - 375:e gardesskyttedivisionen
- 89:e skyttedivisionen